# Изгю, Музаффер
Музаффер Изгю (29 октября 1933 — 26 августа 2017) — турецкий писатель и педагог. Известен своими юмористическими произведениями и рассказами для детей. Написал 154 книги, в том числе 98 детских.

## Биография
Родился в Адане в бедной семье, поэтому ещё в детстве начал трудиться. Работал официантом, посудомойщиком, продавал напитки в кинотеатрах, одновременно с этим учился. Отец Музаффера, Ахмет Изгю, родился в Дамаске, приехал в Адану из Элязыга в поисках работы. Он работал в женском лицее. Музаффер утверждал, что его отец построил первое геджеконду в Адане. Мать Музаффера, Хавва, была родом из Антакьи.
Музаффер получил школьное образование в Адане. Часто менял школы. Окончил педагогический колледж. Затем до 1978 года работал учителем.
Печатался с 1959 года. Писал короткие истории, брал интервью, вёл колонку в газете. Затем начал писать пьесы. Первая книга его произведений была издана в 1970 году. По мотивам его произведений сняты фильмы «Zıkkımın Kökü» и «Ekmek Parası».
В июле 2016 года у Изгю был диагностирован рак, скончался 26 августа 2017 года. После смерти Музаффера его сын сказал: «Вместе с нашим отцом мы потеряли также последнего из трёх юмористов в турецкой литературе: Рыфат Ылгаз, Азиз Несин и Музаффер Изгю».
Церемония прощания с усопшим прошла в измирской мечети Алсанджак Ходжанзаде.28 августа тело Музаффера Изгю было предано земле на кладбище Доганчай.